# Непа (село)
Не́па — село в Катангском районе Иркутской области, административный центр Непского муниципального образования. Стоит на реке Нижней Тунгуске. Основано в 1624 году (впервые упоминается в ясачных отписках.Бахрушин С. В. Ясак в Сибири в XVII в. // Научные труды. Т. III, 4.2, М., 1955.)

## Население
| 2002 | 2010 | 2011 | 2012 |
| ---- | ---- | ---- | ---- |
| 364  | ↘297 | ↘296 | ↗300 |

По данным Всероссийской переписи населения 2010 года население НП составило 297 человек, из них 146
мужчин и 151 женщина.

## Известные уроженцы
- Алексей Михайлович Салаткин, эвенкийский советский писатель и поэт.